# Marsilea macrocarpa

Marsilea macrocarpa är en klöverbräkenväxtart som beskrevs av Presl. Marsilea macrocarpa ingår i släktet Marsilea och familjen Marsileaceae.
IUCN kategoriserar arten globalt som livskraftig (LC). Inga underarter finns listade.